# Квартал (группа)
«Квартал» — советская и российская рок-группа из Москвы. Известность
приобрела благодаря оригинальному стилю исполнения, соединявшему в себе элементы джаза, соула, фанка и этнической музыки.

## Начало

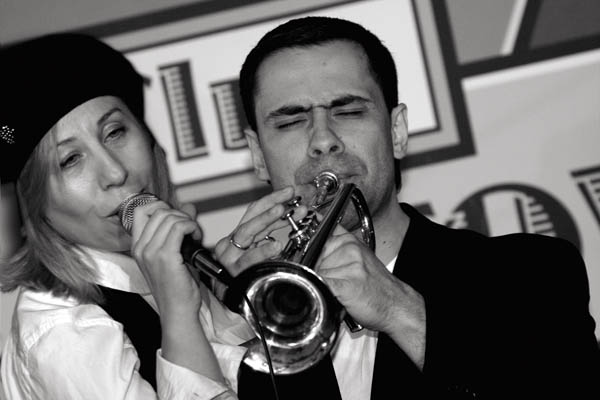
Татьяна Литвиненко и Александр Дитковский, 2008

Основатель группы — поэт и музыкант Артур Пилявин, написавший большинство композиций «Квартала» и занимавшийся многочисленными дополнительными проектами.
Первый концерт «Квартала» состоялся 29 апреля 1987 года на сцене ДК Горбунова совместно с «Бригадой С».

«Наш первый концерт? Тогда это была никому не известная группа, мы выступали первое отделение, на разогреве у „Бригады“. Но концерт прошёл чрезвычайно успешно. Этот день мы считаем начальной точкой отсчёта и днём рождения проекта».

В первоначальный состав группы входили:
- Артур Пилявин (автор проекта, клавиши)
- Татьяна Литвиненко (вокал)
- Андрей Трифонов (бас-гитара)
- Виталий Копиев (ударные)
- Александр Салтовец (саксофон)
- Игорь Емельяненко (гитара) (вскоре на его место приходит Игорь Балашов)

В том же году прошли гастроли в Борисоглебске и Волгограде (там же снят музыкальный клип на композицию «Мойдодыр»). Через несколько месяцев вышел в свет первый альбом «Не забывай меня». Начинается период активной концертной деятельности и сотрудничества со студией «Рекорд» Сергея Лисовского.
В начале 1989 года «Квартал» провел свои первые зарубежные выступления в Финляндии, Швеции, Дании, Германии и Исландии. Эта поездка имела особое значение для группы, поскольку она ехала вместе с «Машиной времени» — что положило начало дружбе Артура Пилявина и Андрея Макаревича.
По возвращении домой музыканты получили приз зрительских симпатий на Ленинградском фестивале «Шлягер-89», где они выступили с песней «Плакать не надо».
Весной 1994 года группа принимает участие в конкурсе «Евровидение» с песней «Прилети ко мне», заняв пятое место в национальном отборе. Конкурс проводится телеканалом Россия, а его техническим обеспечением занимается творческая группа "Программы «А».

## Проекты
Апрель 1989 года — презентация новой программы «Квартала» в московском Дворце молодежи. «Мелодия» предлагает записать дебютный виниловый диск и организовать гастроли за границей. Концерты 1990 года проходили в странах Европы, Ближнего Востока, Южной Азии и Африки.
По возвращении началась работа над новыми альбомами — в 1992 году на «Мелодии» выпущена дебютная пластинка «Все земное стало странным» (в 1993 году — уже компакт-диск General records). Хитами альбома стали песни «Всё земное стало странным», «Парамарибо» и «Не забывай меня».
В этот момент к коллективу присоединяются:
- Александр Баранцев (гитара)
- Александр Дитковский (труба)
- Максим Лихачев (тромбон)
- Николай Ксенофонтов (перкуссия)

### Резиновые джунгли & Вход для посторонних
Через два года (1994) выходит следующий альбом — «Резиновые джунгли». На песню «Там на Таити» режиссёр Михаил Хлебородов, пробовавший себя в шоу-бизнесе, снял клип. В записи альбома приняла участие темнокожая певица Софи Бенджамен О’Кран. Вскоре солистка группы Татьяна Литвиненко уходит в декрет. Артур Пилявин пишет несколько песен специально для Софи, которая остается с группой и после возвращения Татьяны.
В конце 1995 года выходит альбом «Вход для посторонних».

### Мир розовых кукол
В июне 1998 года вышел альбом «Мир розовых кукол», к участию в котором были приглашены Андрей Макаревич («Ангел»), Кристина Орбакайте («Мир розовых кукол»), Валерий Сюткин («Помню все») и Владимир Пресняков («Любовь»). Евгений Митрофанов снимает клип на композицию «На последнем этаже», главную роль в котором сыграла Софи Бенджамен О’Кран.
Этот душевный надрыв в исполнении Софи Бенджамен О’Кран стал настоящим хитом группы, но в 1999 году Софи решает заняться сольной карьерой и покидает «Квартал». С 2006 года она является одной из вокалисток группы «Шемякина Band».
Тогда же Артур Пилявин участвует над звуковым оформлением «Гранатового альбома» по приглашению продюсера «Сплин» Александра «Хипа» Пономарева. Удачный опыт подтолкнул Артура к созданию собственного продюсерского центра «Минкульт» (Молодая Индустриальная Культура), основная цель которого — продвижение молодых талантов, играющих индустриальную и этническую музыку. Это начинание вылилось в несколько удачных проектов, как, например, радиопередача «Москва-река-этно» на волне «Серебряного дождя».
В июне в подмосковном Звездном городке проходит концерт «Квартала», с участием воспитанников «Минкульта» — коллективов «Ульи», «Семен Магнит», «Восьмая Марта» и др.

### Времянапрокат & Квартаlove
В 2000 году осуществлён совместный проект «Квартала» с Андреем Макаревичем — альбом «Времянапрокат», авторское прочтение Артуром Пилявиным ранних песен Макаревича. Песня «Ты или я» (в оригинале «Солнечный остров») несколько недель находилась в первых строках российских хит-парадов. «Квартальцы» отправились в концертный тур по России и странам СНГ.
В том же году от рака скончался гитарист Александр Баранцев.
В 2001 году выпущен альбом «Квартал Квартаlove».

«Ситуация, знакомая каждому жителю большого города, когда человеческая душа теряется среди холодных стеклянных небоскрёбов и бесконечно долгих станций метрополитена, обесценивается в жестоком материальном мире», — Денис Служивцев, сопродюсер альбома.

На самом деле это запись живого концерта (16 композиций), осуществленная в студии SNS Евгения Трушина в Парке Горького.

«Мы собирались записать одну песню, а получилась целая пластинка».

В записи альбома также принимают участие и новые музыканты группы:
- Максим Леонов (гитара)
- Александр Плявин (бас-гитара)
- Алексей Стратонов (тромбон)

## До и после
Весной 2002 года «Квартал» объявил о записи нового альбома, выход которого планировался на осень. Партнёром проекта должна была стать бристольская студия Strange Room.
Вечером 11 июля 2002 года основатель и лидер «Квартала» Артур Пилявин погиб в автокатастрофе в Москве. Артур ехал в своём автомобиле в студию. Около 22 часов на Саввинской набережной он не справился с управлением. Выход альбома был отложен на неопределённый срок…
В октябре 2011 года была представлена песня «Пальцы» и видеоклип к ней..
По состоянию на 2022-2023 годы руководителем группы является Александр Дитковский. Группа выступает в клубах.

## Дискография

### Альбомы
1. «Не забывай меня», 1987 (магнитоальбом)[2]
  1. Дождь
  2. Мойдодыр
  3. Замерзла
  4. Лена
  5. Биг бит
  6. Трамвай
  7. Наивный парень
  8. Редкий гость
  9. Прохожий
  10. Не забывай меня
2. «Все земное стало странным», 1991[3]
  1. Все Земное Стало Странным
  2. Дельфин
  3. Жираф
  4. Париж
  5. Осенний Бит
  6. Малышка
  7. Шейк
  8. Не Забывай Меня
  9. Ночной Трамвай
  10. Парамарибо
3. «Резиновые джунгли», 1994[3]
  1. Сада-Якко
  2. Там, на Таити
  3. На вершине холма
  4. Мойдодыр
  5. Остров белых птиц
  6. Не улетай лето
  7. Южный крест
  8. Небесный Рикша
  9. Мокрый снег
  10. Шейк
  11. Моя любовь осталась в Амстердаме
  12. Первый блюз
4. «The best of Квартал» (Часть I. «Утро») 1994[3]
  1. Парамарибо
  2. Все земное стало странным
  3. Садо-якко
  4. Мойдодыр
  5. Там, на Таити
  6. Моя любовь осталась в Амстердаме
  7. Плакать не надо
  8. Шейк
  9. Замерзла
  10. Сукин сын
  11. Ay mi vida
  12. Не улетай, лето
  13. Остров белых птиц
  14. Осенний бит
5. «Вход для посторонних», 1996[3]
  1. Постелю тебе постель
  2. Мой любовник
  3. Ночь как вокзал
  4. Иркутское радио
  5. Спалила цветы
  6. Планер-самолёт
  7. Жёлтый герб
  8. Ау, my vida
  9. Сукин сын
  10. У меня в глазах весна
  11. Редкий гость
  12. Эдельвейс
  13. Дождь
  14. Возьми меня
  15. Подлая любовь
  16. Снег
6. Концерт у Диброва, 1997[2]
  1. Мой любовник
  2. Разговоры о группе
  3. Мой возлюбленный
  4. Снег
  5. Сказка
  6. Десять тысяч лет
  7. Разговоры
  8. Планер-самолёт
  9. Амундсен
7. «Мир розовых кукол», 1998[3]
  1. На последнем этаже
  2. Сердце мое
  3. 10000 лет
  4. Я изнемогаю от любви
  5. Жёлтый герб (Продолжение)
  6. Эльф
  7. Садко
  8. Новый вальс
  9. Андрей Макаревич ft.Квартал. Ангел
  10. Валерий Сюткин ft.Квартал. Помню всё
  11. Квартал ft.Владимир Пресняков. Любовь
  12. Кристина Орбакайте ft.Квартал. Мир розовых кукол
8. «Живая коллекция», 1999[2]
  1. Сукин сын
  2. Всё земное стало странным
  3. Моя любовь осталась в Амстердаме
  4. Остров белых птиц
  5. Там, на Таити
  6. Сада-Якко
  7. Мокрый снег
  8. Мойдодыр
  9. Ay, Mi Vida
  10. Парамарибо
  11. Дева спит
  12. Шейк + Осенний бит
  13. Ночной трамвай
  14. Амундсен
9. Андрей Макаревич и Квартал. «Времянапрокат», 2000[3]
  1. Марионетки
  2. Ты или я
  3. Кафе «Лира»
  4. Он был старше её
  5. Флаг над замком
  6. За тех, кто в море
  7. Синяя птица
  8. Костёр
  9. Чёрно-белый цвет
  10. Люди в лодках
  11. Снег
10. «Квартал квартаlove», 2001 (live)[3]
  1. Сада-Якко
  2. Сердце моё
  3. Южный крест
  4. Октябрь-пастух
  5. Амундсен
  6. Слова на серой скале
  7. Ay, mi vida
  8. Новый вальс
  9. Садко
  10. Я изнемогаю от любви (Песнь песней)
  11. На вершине холма
  12. Мокрый снег
  13. Ночной трамвай
  14. Плакать не надо
11. «Капитал», 2002 (не издавался[2], черновая версия альбома была опубликована в апреле 2022 года на торрент-трекере. Анонимный автор раздачи утверждает, что это «черновая версия альбома (отсутствует мастеринг; "Rau-rai" и "TangoLive" являются набросками). Трек-лист приведен в оригинальном виде, восстановить русскоязычные названия можно лишь весьма условно. Сохранены оригинальные теги; судя по ним, треки 8 и 11 отсутствуют»[4])
12. Легенды русского рока. «Квартал». 2004[3]
13. Grand collection. «Квартал»[3]
14. «Остров белых птиц» (tribute), 2012[3]
  1. Моральный Кодекс — Жёлтый герб
  2. Несчастный Случай — Иркутское диско
  3. Би-2 & Варя Демидова — Ночь, как вокзал
  4. Гарик Сукачёв — Русский Париж
  5. Мегаполис — Плакать не надо
  6. Братья Грим — Амундсен
  7. Татьяна Зыкина — Замерзла
  8. П.М. — Белый дельфин
  9. Михаил Ефремов — Жираф
  10. Маша и Медведи — На последнем этаже
  11. Андрей Макаревич — Малышка
  12. NON CADENZA — Моя любовь осталась в Амстердаме
  13. Звери — Ay Mi Vida
  14. Uma2rmaH — Остров белых птиц

### Синглы
- У меня в глазах весна (Single). 1996
  - У меня в глазах весна
  - Ночь, как вокзал
  - Снег
- Иркутское диско / Подлая любовь (Single). 1996
  - Иркутское диско
  - Подлая любовь
- Сингл «На последнем этаже» был выпущен перед выходом альбома «Мир розовых кукол» в 1998 году.
- Сингл «Галактическое Путешествие» выпущен к 50-ти летию первого полёта в космос Юрия Гагарина. На этом сингле представлена ещё одна песня «Пальцы» и снятый на эту песню клип.
- Сингл "Звезда" (представлен 23 июля 2022 года)